# Francesc Vilar
Francesc Vilar (? - Barcelona, 1770) fou un compositor i organista català.
Organista titular de l'església dels Sants Just i Pastor, es conserven nombroses obres seves en diversos arxius de Catalunya, principalment a Montserrat, Astorga i Barcelona.